# Siloca minuta
Siloca minuta är en spindelart som beskrevs av Bryant 1940. Siloca minuta ingår i släktet Siloca och familjen hoppspindlar. Inga underarter finns listade i Catalogue of Life.